# لويس ميجيل كانيادا
لويس ميجيل بيريث كانيادا (بالإسبانية: Luis Miguel Pérez Cañada)‏ مستشرق إسباني ومترجم أدبي من العربية والفرنسية إلى الإسبانية وأستاذ الترجمة واللغة العربية وثقافتها ومدير (2006 ~2017) لأعرق مدرسة للترجمة في أوروبا على الإطلاق وهي مدرسة طليطلة للمترجمين، والحائز علىجائزة الحرمين الشريفين عبد الله ابن عبد العزيز آل سعود العالمية للترجمة عام 2014 في دورتها السادسة، ووسام الثقافة والعلوم والفنون الفلسطيني من مستوى الابتكار. عام 2014 وُلد في الحسيمة عام 1964، وله ما يزيد عن 36 عملًا مترجمًا ما بين الأعمال الروائية والشعرية والسير الذاتية وكتب الأطفال، وقدم للغة الإسبانية ترجمات لكل من عبد الرحمن منيف وجبرا إبراهيم جبرا وبدر شاكر السياب ومحمد بنيس ومريد البرغوثي بين آخرين. تخرج كانيادا من جامعة غرناطة عقب دراسته بقسم الدراسات السامية، ثم ناقش رسالة الدكتوراه بقسم الترجمة بجامعة مالقة وأصبح أستاذا منتدبا بقسم فقه اللغات الحديثة في جامعة كاستيا لا مانتشا. يدرِّس كانيادا اللغة العربية وثقافتها والترجمة بمدينة طليطلة في كل من كلية التربية وكلية الحقوق وله منصب ثابت يمثابة باحث ومدير برامج للترجمة والنشر من العربية إلى الإسبانية في مدرسة طليطلة للمترجمين منذ عام 2006.